# Puerto Navarro
Puerto Navarro är ett bergspass i Mexiko.   Det ligger i kommunen Nácori Chico och delstaten Sonora, i den nordvästra delen av landet, 1 500 km nordväst om huvudstaden Mexico City. Puerto Navarro ligger 1 283 meter över havet.
Terrängen runt Puerto Navarro är varierad.  Trakten runt Puerto Navarro är nära nog obefolkad, med mindre än två invånare per kvadratkilometer. I omgivningarna runt Puerto Navarro växer huvudsakligen savannskog.